# Hermitage (AOC)
Pour les articles homonymes, voir Hermitage.
Un hermitage, ou ermitage ou l'hermitage, ou l'ermitage est un vin rouge ou blanc d'appellation d'origine contrôlée produit sur le coteau de l'Hermitage, partagé entre les communes de Tain-l'Hermitage, de Crozes-Hermitage et de Larnage, dans le département de la Drôme.
Il s'agit d'une appellation du vignoble de la vallée du Rhône, au sein des côtes du Rhône septentrionales, sur la rive gauche du Rhône qui est enclavée dans l'appellation crozes-hermitage, en face de la ville de Tournon-sur-Rhône et de l'appellation saint-joseph.
Les autres AOC des côtes du Rhône septentrionales sont le côte-rôtie, le condrieu, le château-grillet, le saint-joseph, le crozes-hermitage, le cornas et le saint-péray, ainsi que le côtes-du-rhône (ce dernier étant également représenté dans les côtes du Rhône méridionales).

## Histoire

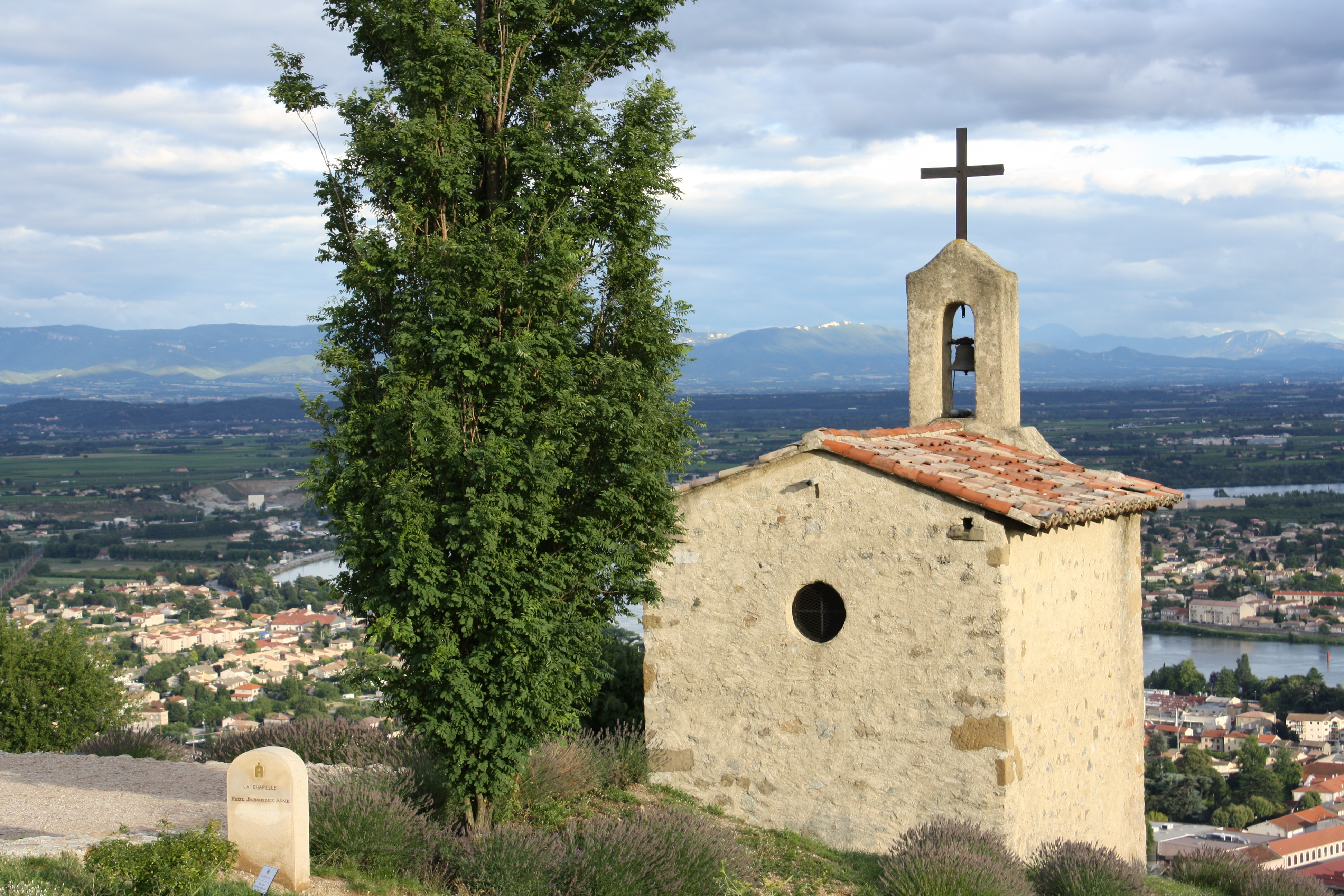
La chapelle de l'Hermitage.

On attribue l'origine de l'appellation au chevalier Gaspard de Stérimberg qui, rentrant de la croisade contre les Cathares voulait se repentir en vivant dans un ermitage sur la colline de Tain. Son ermitage domine encore la colline et a été seulement à l’origine du nom actuel de cette AOC dont l’antiquité remonte peut-être aux vins de Vienne. L’exceptionnel « vin de paille » que certains producteurs ont remis à l’honneur est d’ailleurs l’héritier direct des méthodes de vinification gallo-romaines.
Dès 1816, et dans les éditions suivantes, André Jullien, dans sa Topographie de tous les vignobles connus, met les vins de l'Hermitage parmi la « première classe », en rouge comme en blanc. D'une part en rouge : « Le petit canton de ce nom, situé dans le territoire de Tain, à quatre lieues de Valence, produit des vins qui vont de pair avec les meilleurs du royaume ; ils sont corsés, fins et délicats, ont une belle couleur, beaucoup de sève et un bouquet très-agréable, qui participe du parfum de la framboise. Les plus estimés sont : 1°. ceux des Mas (domaines) nommés Méal et Greffien [Greffieux] ; 2°. ceux de Bessas [Bessards], de Baume [Beaume] et de Raucoulé [Rancoule]. Ces vins ne sont bons à mettre en bouteilles qu'après avoir séjourné huit à dix ans dans les tonneaux, suivant le degré de maturité auquel sont parvenus les raisins qui les produisent. Ils acquièrent alors beaucoup de qualité et de délicatesse en bouteilles, et se conservent fort long-temps ». D'autre part en blanc : « Ce vignoble […] produit aussi des vins blancs de première qualité, très-moelleux, spiritueux, pleins de finesse et pourvus d'un charmant bouquet ; ils se conservent long-temps, et prennent en vieillissant une couleur ambrée ».
L'hermitage est reconnue comme appellation d'origine par le jugement du tribunal de Valence du 25 juin 1936, puis comme appellation d'origine contrôlée (AOC) par le décret du 4 mars 1937. Le cahier des charges de l'appellation a été modifié en décembre 2024.

## Vignoble
Située dans la partie française de la vallée du Rhône, sur la rive gauche à 16 km en amont de Valence, l'aire d'appellation couvre un coteau partagé entre trois communes du département de la Drôme : Tain-l'Hermitage, Crozes-Hermitage et Larnage. Il s'agit d'une des appellations des côtes du Rhône septentrionaux, enclavée au sein de l'aire produisant le crozes-hermitage.
Selon le service des Douanes, la superficie revendiquée en 2024 sous l'appellation est de 135 hectares, dont 98 ha pour produire du vin rouge (soit 73 % de la superficie du vignoble) et 37 ha pour du vin blanc.

### Orographie

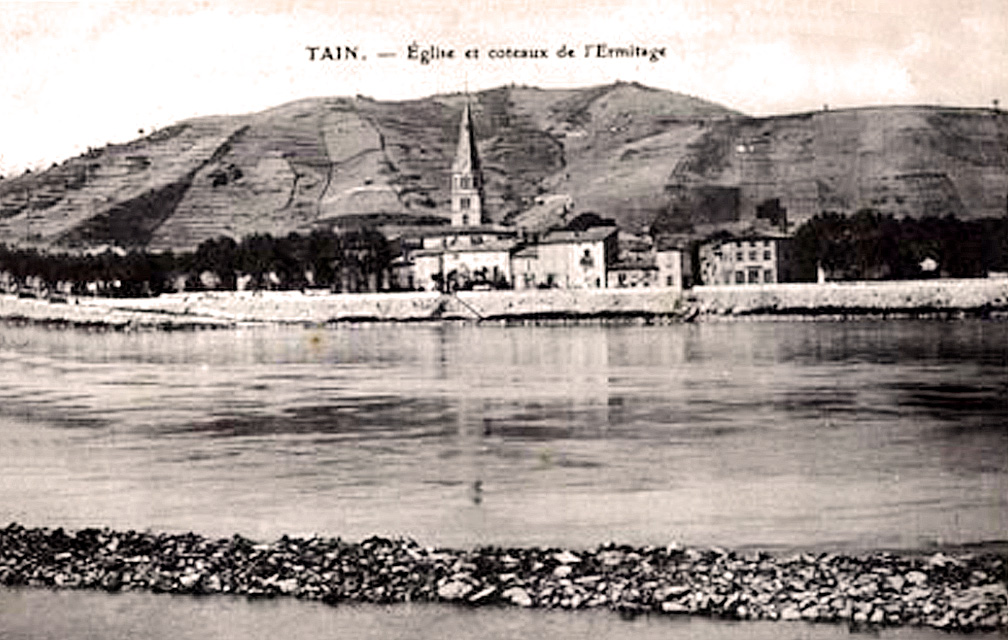
Vue de la colline de l'Hermitage au début du XXe siècle.

La colline de l'Hermitage se subdivise en trois parties ou mamelons. En partant de l'ouest sur la rive gauche, on trouve tout d'abord : 
- Les Bessards, terroir qui est considéré comme le meilleur pour les rouges de l'appellation. C'est sur ce coteau qu'on trouve la chapelle de l'Hermitage ainsi que le célèbre vignoble de l'Ermite[5].
- La partie centrale qui se divise en deux. Sur la partie supérieure, le Méal produit les vins les plus solaires de l'appellation grâce notamment à son exposition plein sud. Sur le bas, se trouvent les Greffieux, à la terre plus fertile[5].
- Les quartiers des Murets et des Dionniers à la pente beaucoup moins accentuée et avec une exposition à l'est sont le grand terroir de blancs[5].

### Géologie

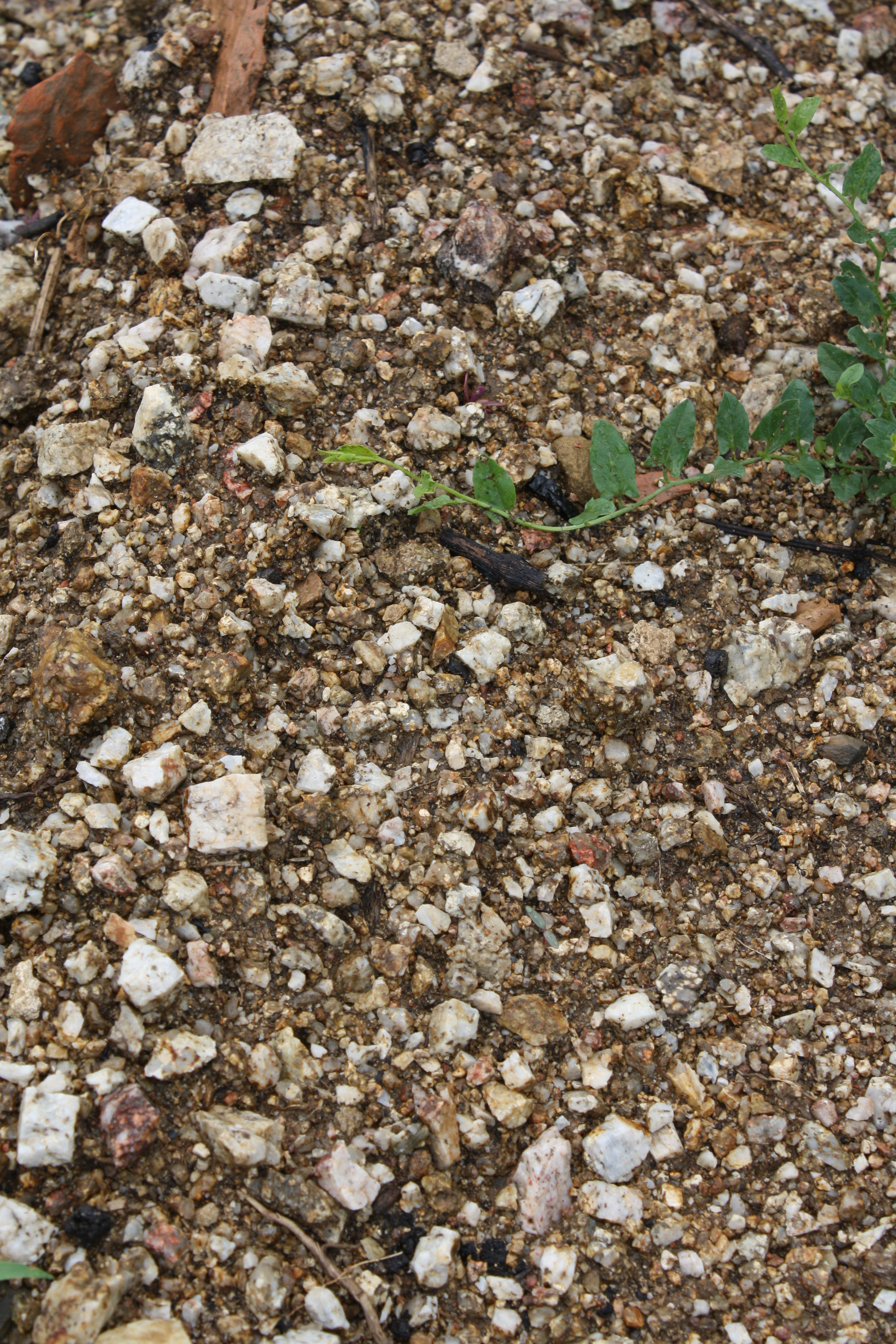
Sol granitique de l'Hermitage

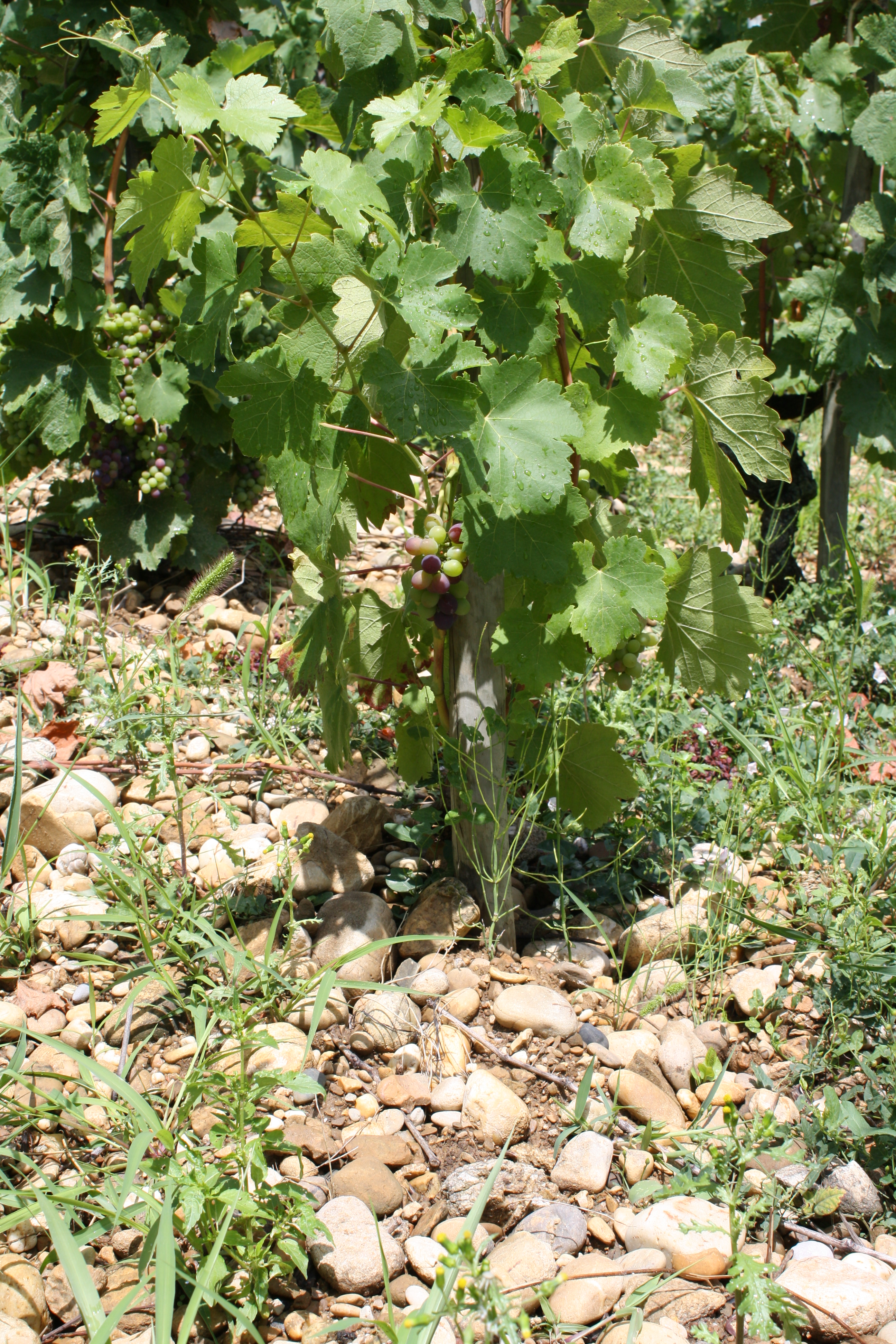
Cep de vigne sur galets

Le terroir exceptionnel de ce vignoble, est composé d’arènes granitiques sur des gneiss et des micaschistes. Ponctuellement il est couvert de poches de cailloux ronds reliquats des couches alluvionnaires des anciennes terrasses du Rhône. D’où la caractérisation des lieux-dits que sont, par exemple, les Bessards, le Méal, Greffieux ou Chante-Alouette.
Les Bessards ont un terroir au sol granitique et très accidenté. Le Méal, possède un sol calcaire et siliceux avec en surface des galets roulés. Tandis que les Greffieux, issus du ravinement, sont composés d'une terre relativement plus fertile. Les quartiers des Murets et des Dionniers possèdent un sol argileux.

### Climatologie
L'aire d'appellation a un climat tempéré sub-méditerranéen. L'ensoleillement annuel est élevé (environ 2 400 heures à Valence (estimation de Météo-France). Les étés y sont chauds et secs. La température moyenne du mois de juillet est de 20 °C (Montélimar 23 °C). Les hivers, un peu froids sans excès, s'inscrivent plutôt dans un climat de type semi-continental dégradé. La température moyenne du mois le plus froid (janvier) est ainsi de 3,5 °C. La pluviométrie annuelle est modérée : environ 430 mm. Les pluies sont particulièrement importantes à la fin de l'été, particulièrement en septembre à cause de l'effet cévenol ou orage cévenol, qui déverse des trombes d'eau.
Une caractéristique est le vent fréquent qui souffle le long du couloir rhodanien. Ce vent, lorsqu'il vient du nord, le mistral, a pour effet d'assécher l'air et d'apporter du beau temps et de la fraîcheur en été, mais une impression de froid glacial en hiver. Lorsqu'il provient du sud, il annonce généralement l'arrivée de perturbations orageuses ; il s'appelle alors « vent du midi » ou « vent des fous » car, pour certaines personnes, il rend l'atmosphère pénible à supporter, surtout en été.
La station météorologique de Mercurol (à 153 mètres d'altitude : 45° 03′ 30″ N, 4° 53′ 00″ E) se situe sur la commune voisine, juste à l'est du coteau de l'Hermitage.
| Mois                              | jan. | fév. | mars  | avril | mai   | juin  | jui.  | août  | sep.  | oct.  | nov.  | déc. | année   |
| --------------------------------- | ---- | ---- | ----- | ----- | ----- | ----- | ----- | ----- | ----- | ----- | ----- | ---- | ------- |
| Température minimale moyenne (°C) | 1,4  | 1,7  | 4,2   | 7     | 10,9  | 14,3  | 16    | 15,6  | 12    | 9,1   | 4,8   | 2,1  | 8,3     |
| Température moyenne (°C)          | 4,7  | 5,8  | 9,5   | 12,7  | 16,7  | 20,7  | 22,8  | 22,4  | 18,1  | 14    | 8,5   | 5,3  | 13,4    |
| Température maximale moyenne (°C) | 8    | 9,9  | 14,8  | 18,4  | 22,6  | 27    | 29,6  | 29,2  | 24,1  | 18,9  | 12,3  | 8,5  | 18,6    |
| Nombre de jours avec gel          | 11,2 | 10   | 3,4   | 0,3   | 0     | 0     | 0     | 0     | 0     | 0,4   | 4,1   | 9,9  | 39,3    |
| Ensoleillement (h)                | 73,2 | 97,4 | 152,5 | 138,1 | 185,7 | 277,5 | 287,6 | 250,5 | 132,8 | 111,7 | 59,9  | 56,3 | 1 823,3 |
| Précipitations (mm)               | 57,5 | 41,4 | 41,8  | 65,5  | 80,4  | 55,1  | 55,4  | 67,6  | 102,3 | 130,6 | 115,2 | 51,6 | 864,4   |

| Diagramme climatique                                  |            |             |           |              |            |            |              |             |              |              |            |
| J                                                     | F          | M           | A         | M            | J          | J          | A            | S           | O            | N            | D          |
| 81,457,5                                              | 9,91,741,4 | 14,84,241,8 | 18,4765,5 | 22,610,980,4 | 2714,355,1 | 29,61655,4 | 29,215,667,6 | 24,112102,3 | 18,99,1130,6 | 12,34,8115,2 | 8,52,151,6 |
| Moyennes : • Temp. maxi et mini °C • Précipitation mm |            |             |           |              |            |            |              |             |              |              |            |

### Encépagement
Le vin rouge, à base de syrah (cépage principal), peut recevoir un ajout de 15 % de roussanne et de marsanne (cépages accessoires). Sa robe somptueuse est d’un rouge rubis profond. Ses arômes de fruits rouges, dans sa jeunesse, évoluent, au fur et à mesure de son vieillissement vers des notes de fruits à noyau et d’olives vertes pour arriver ensuite vers un nez où dominent les senteurs de sous-bois, de cuir et de truffe. En prenant de l’âge, ce vin puissant, charnu et vigoureux acquiert alors une étonnante rondeur et une grande souplesse.
Le vin blanc, à la superbe robe jaune doré, assemble roussanne et marsanne (dans des proportions libres). Il est caractérisé par sa floralité où se décèlent des fragrances d’iris, de narcisse et de tilleul. Au cours de son vieillissement apparaîtront des notes de vanille et d’amandes grillées. C’est toujours un vin souple, gras et de longue persistance aromatique. 

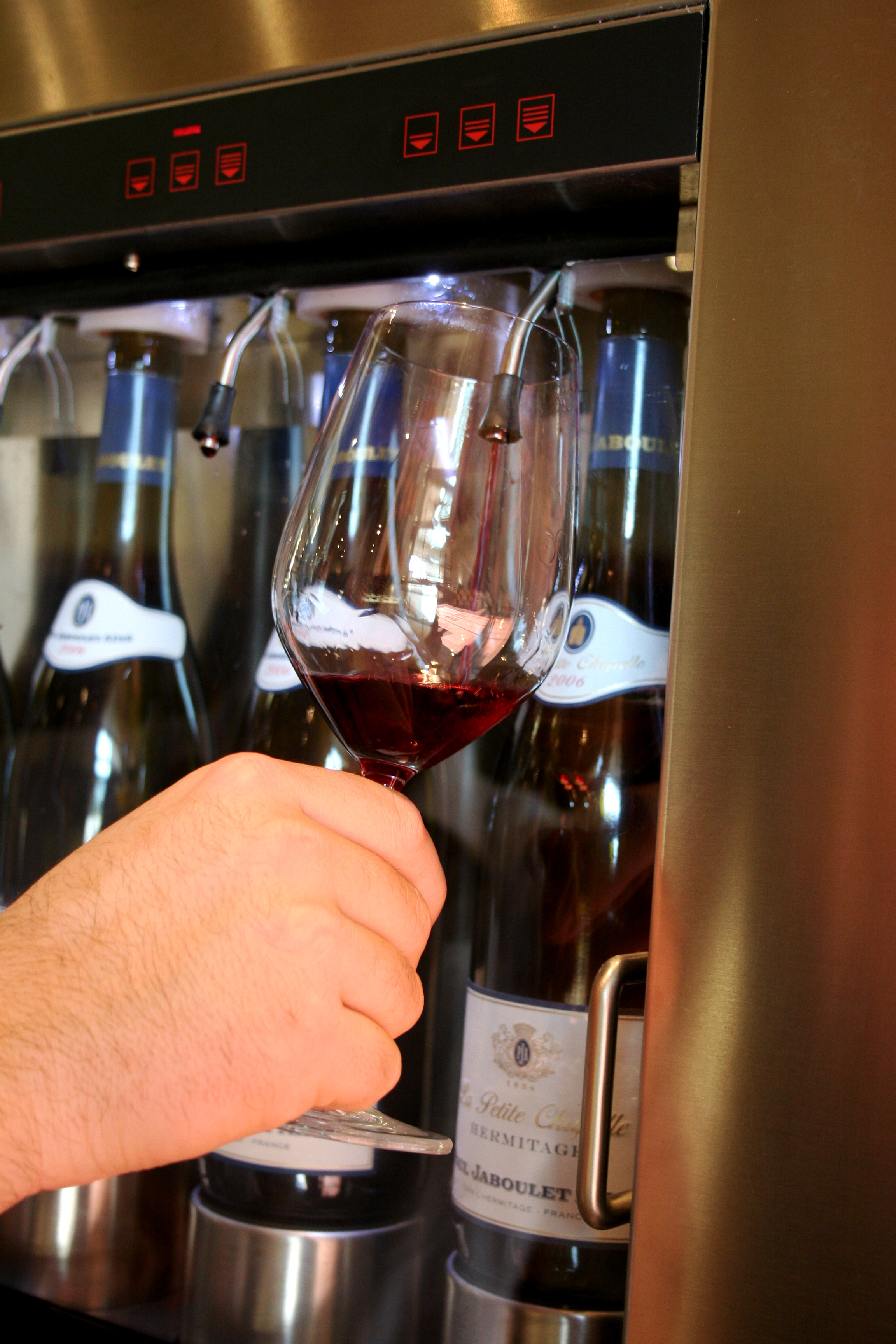
Un hermitage rouge.

| Cépage                | Encépagement des crus des côtes du Rhône septentrionaux | Encépagement des crus des côtes du Rhône septentrionaux | Encépagement des crus des côtes du Rhône septentrionaux | Encépagement des crus des côtes du Rhône septentrionaux | Encépagement des crus des côtes du Rhône septentrionaux | Encépagement des crus des côtes du Rhône septentrionaux | Encépagement des crus des côtes du Rhône septentrionaux | Encépagement des crus des côtes du Rhône septentrionaux |
| --------------------- | ------------------------------------------------------- | ------------------------------------------------------- | ------------------------------------------------------- | ------------------------------------------------------- | ------------------------------------------------------- | ------------------------------------------------------- | ------------------------------------------------------- | ------------------------------------------------------- |
| Cépage                | condrieu et château-grillet                             | cornas                                                  | côte-rôtie                                              | hermitage et crozes-hermitage                           | hermitage et crozes-hermitage                           | saint-joseph                                            | saint-joseph                                            | saint-péray                                             |
| Cépage                | condrieu et château-grillet                             | cornas                                                  | côte-rôtie                                              | rouge                                                   | blanc                                                   | rouge                                                   | blanc                                                   | saint-péray                                             |
| marsanne et roussanne |                                                         |                                                         |                                                         | max. 15 %                                               | 100 %                                                   | max. 10 %                                               | 100 %                                                   | 100 %                                                   |
| syrah                 |                                                         | 100 %                                                   | min. 80 %                                               | min. 85 %                                               |                                                         | min. 90 %                                               |                                                         |                                                         |
| viognier              | 100 %                                                   |                                                         | max. 20 %                                               |                                                         |                                                         |                                                         |                                                         |                                                         |

## Vins
Les données de production des années récentes, telles que publiées par les Douanes, sont :
| Année | hermitage rouge | hermitage rouge | hermitage rouge   | hermitage blanc | hermitage blanc | hermitage blanc   |
| Année | superficie (ha) | production (hl) | rendement (hl/ha) | superficie (ha) | production (hl) | rendement (hl/ha) |
| ----- | --------------- | --------------- | ----------------- | --------------- | --------------- | ----------------- |
| 2020  | 96,8            | 3 204           | 33                | 36,6            | 1 546           | 42                |
| 2021  | 97,2            | 2 985           | 31                | 36,8            | 1 645           | 45                |
| 2022  | 98,1            | 2 904           | 30                | 37,3            | 1 320           | 35                |
| 2023  | 98,2            | 3 393           | 35                | 37,1            | 1 634           | 44                |
| 2024  | 98,5            | 2 674           | 27                | 37,3            | 1 214           | 32                |

Outre le vin blanc sec, le vignoble de l'hermitage produit également du vin de paille, selon un mode de production et des contraintes de cahier des charges particulières. La superficie qui y est consacrée et le volume produits sont anecdotiques, ne rencontrant dès lors pas les critères de confidentialité du service des Douanes : les données ne sont donc pas disponibles.
Les rendements visés par le cahier des charges sont de 40 hl/ha pour le vin rouge et 45 hl/ha pour le vin blanc, avec un rendement butoir de 46 hl/ha pour les deux.  Le rendements du vin de paille est limité à 15 hl/ha.

### Gastronomie

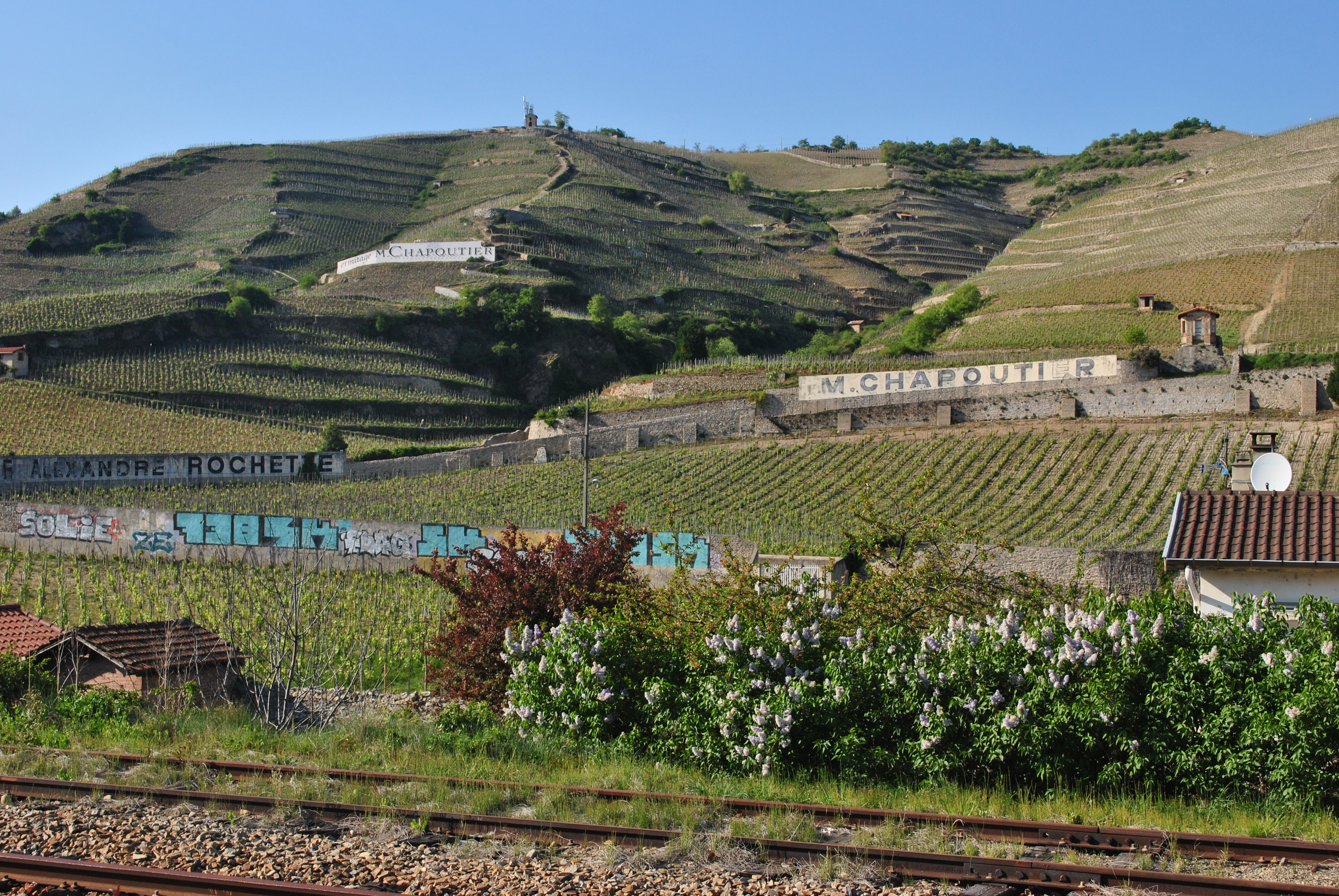
Vue générale du vignoble et de ses terroirs.

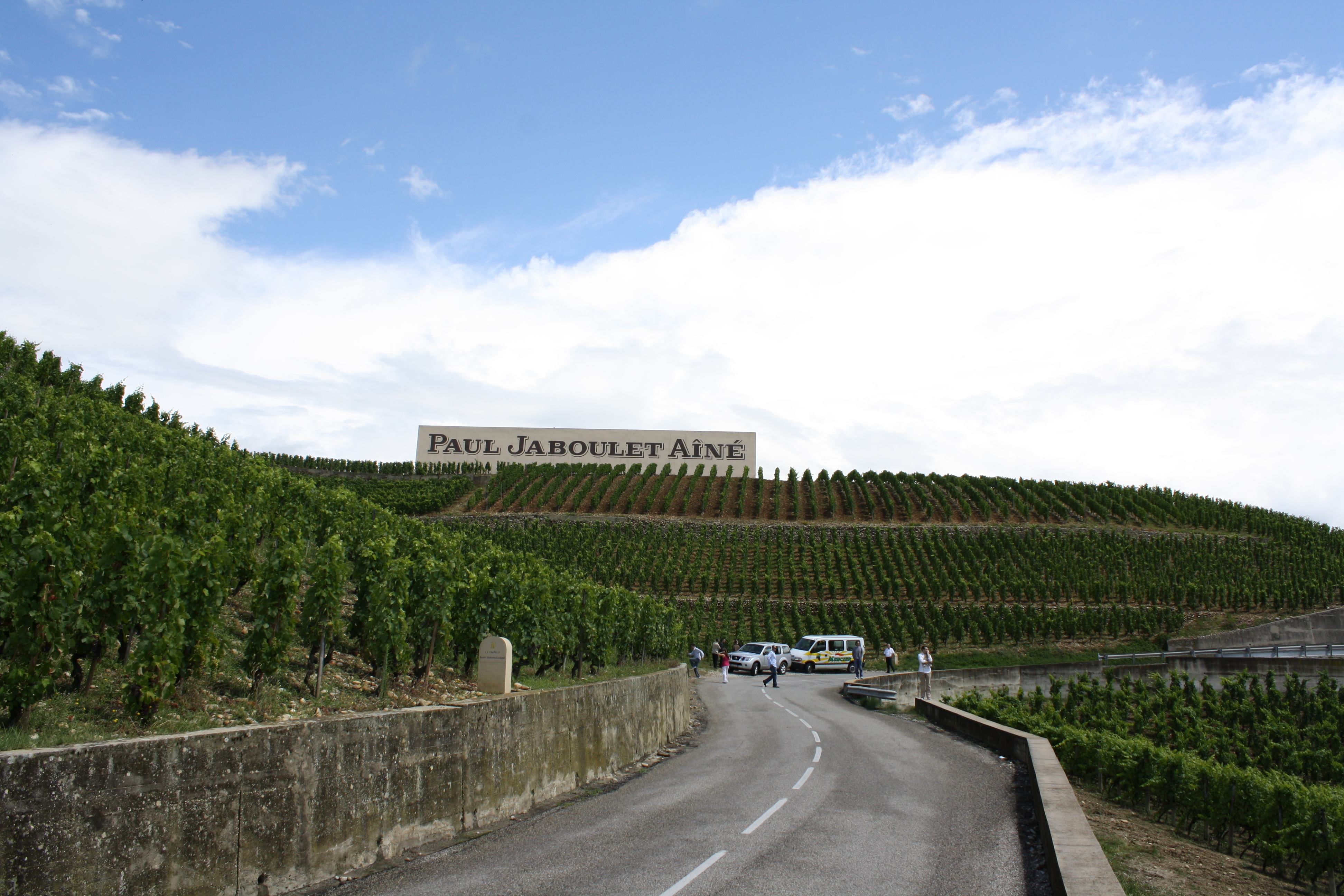
Parcellaire du vignoble.

Ce terroir est constitué d’arènes granitiques recouvertes de micaschistes et de gneiss ainsi que de plages de cailloux ronds. La syrah, qui peut être mâtinée de roussanne et de marsanne, produit un vin à la robe brillante d’un beau rouge rubis foncé. 
Son nez dégage des arômes de fruits rouges et un bouquet de fleurs sauvages qui évoluera avec l’âge vers des nuances de fruits à noyau, d’olive et de cuir. Sa bouche, riche et subtile, gagne en souplesse et en rondeur avec l’âge pour passer des arômes de violette, de fruits rouges et noirs de sa jeunesse à des saveurs persistantes de fruits confits, de sous-bois et de truffe noire. 
Le blanc, à base de roussanne et de marsanne, a une belle robe lumineuse jaune aux reflets dorés. Sa floralité est soulignée par des touches vanillées et des notes de fruits secs où domine l’amande grillée. Vineux et gras, ce vin est d’une grande souplesse et d’une longue persistance aromatique.
Pour pouvoir être agréés, les vins rouges ou blancs doivent provenir de moûts contenant un minimum de 170 g de sucre résiduel par litre. 

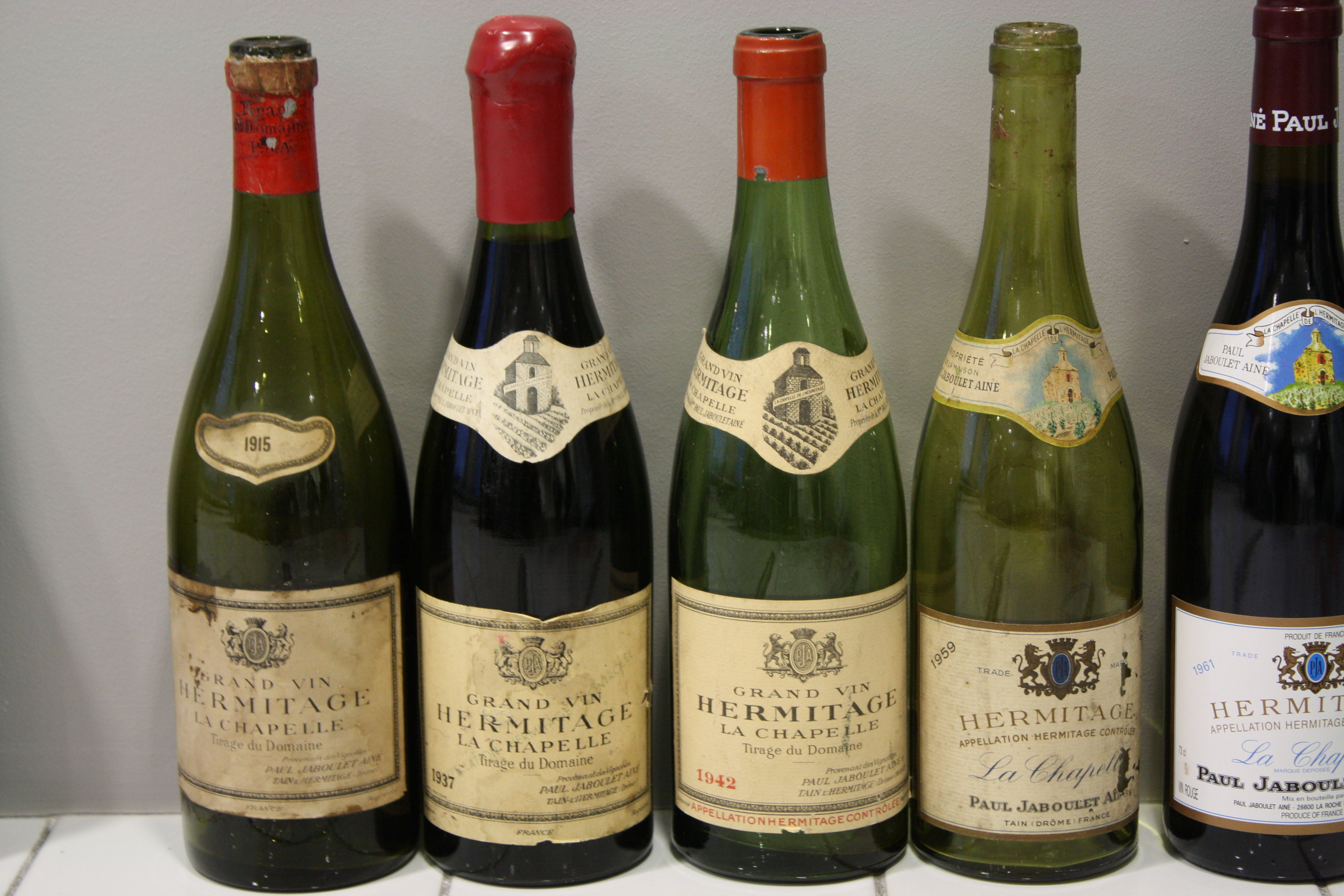
Différentes cuvées de La Chapelle à partir de 1915
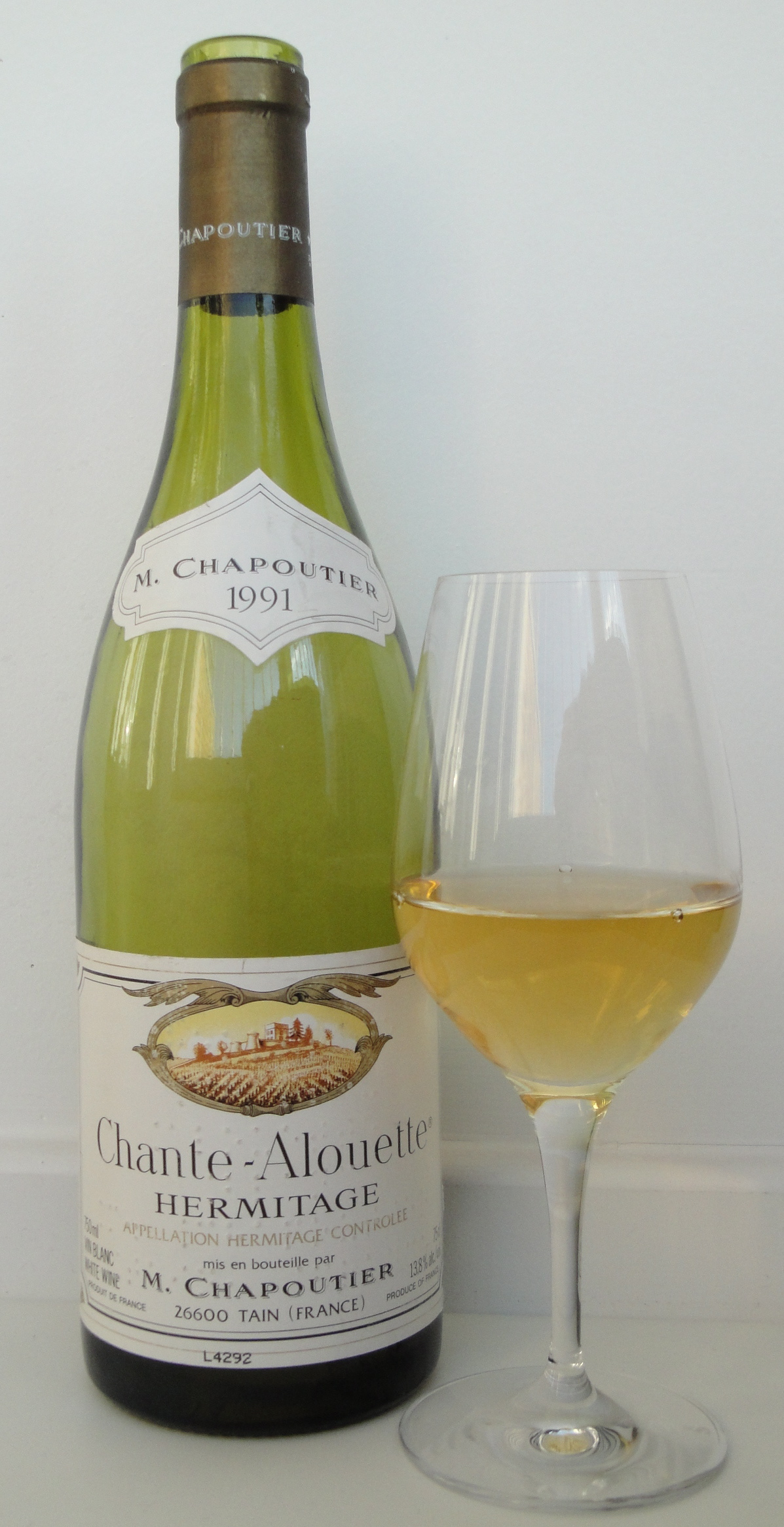
AOC hermitage blanc, Chante-Alouette 1991.
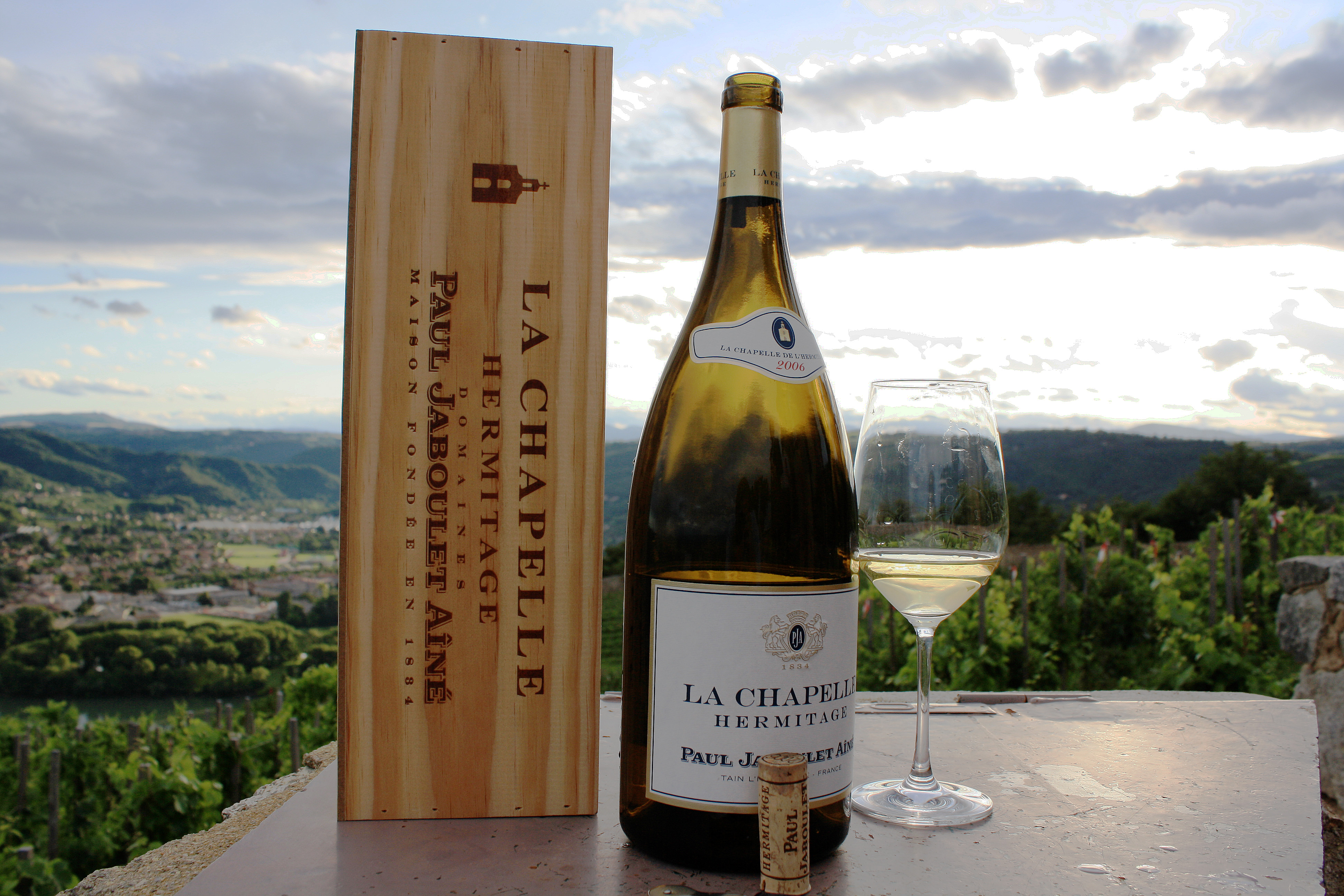
AOC Hermitage blanc La Chapelle

### Vin de paille
Tout comme le Jura, Hermitage est habilité à produire des vins de paille. Ceux-ci sont vinifiés à partir des cépages blancs de l'appellation (principalement la marsanne) dont le titre alcoométrique volumique naturel est de 19,5 % et les raisins doivent présenter une richesse en sucre supérieure à 350 grammes par litre de moût. Leur production est rarissime (M. Chapoutier et J-L. Chave sont parmi les rares producteurs locaux).

### Millésimes
Ils correspondent à ceux du vignoble de la vallée du Rhône. Ils sont notés : année exceptionnelle , grande année , bonne année ***, année moyenne **, année médiocre *.
| Caractéristiques | Article de qualité | ***                | ***                | Bon article        | Article de qualité | Bon article        | Bon article        | ***                | Bon article | Bon article        |
| Millésimes 1990 | 1999               | 1998               | 1997               | 1996               | 1995               | 1994               | 1993               | 1992               | 1991        | 1990               |
| Caractéristiques | ***                | ***                | **                 | ***                | Bon article        | **                 | **                 | **                 | ***         | Article de qualité |
| Millésimes 1980 | 1989               | 1988               | 1987               | 1986               | 1985               | 1984               | 1983               | 1982               | 1981        | 1980               |
| Caractéristiques | Article de qualité | Article de qualité | Bon article        | ***                | Article de qualité | **                 | Bon article        | ***                | Bon article | Article de qualité |
| Millésimes 1970 | 1979               | 1978               | 1977               | 1976               | 1975               | 1974               | 1973               | 1972               | 1971        | 1970               |
| Caractéristiques | Bon article        | Article de qualité | Bon article        | **                 | ***                | Bon article        | ***                | **                 | **          | Article de qualité |
| Millésimes 1960 | 1969               | 1968               | 1967               | 1966               | 1965               | 1964               | 1963               | 1962               | 1961        | 1960               |
| Caractéristiques | **                 | *                  | Article de qualité | Article de qualité | ***                | ***                | **                 | **                 | ***         | Article de qualité |
| Millésimes 1950 | 1959               | 1958               | 1957               | 1956               | 1955               | 1954               | 1953               | 1952               | 1951        | 1950               |
| Caractéristiques | Bon article        | Bon article        | Article de qualité | Bon article        | Bon article        | ***                | Bon article        | Article de qualité | **          | Article de qualité |
| Millésimes 1940 | 1949               | 1948               | 1947               | 1946               | 1945               | 1944               | 1943               | 1942               | 1941        | 1940               |
| Caractéristiques | Article de qualité | Article de qualité | Article de qualité | Bon article        | Article de qualité | **                 | Article de qualité | Bon article        | **          | **                 |
| Millésimes 1930 | 1939               | 1938               | 1937               | 1936               | 1935               | 1934               | 1933               | 1932               | 1931        | 1930               |
| Caractéristiques | *                  | Bon article        | Bon article        | ***                | **                 | Article de qualité | Article de qualité | **                 | **          | **                 |
| Millésimes 1920 | 1929               | 1928               | 1927               | 1926               | 1925               | 1924               | 1923               | 1922               | 1921        | 1920               |
| Caractéristiques | Article de qualité | Article de qualité | **                 | Bon article        | **                 | Bon article        | Bon article        | **                 | Bon article | Bon article        |
| Sources : Yves Renouil (sous la direction), Dictionnaire du vin, Éd. Féret et fils, Bordeaux, 1962 ; Alexis Lichine, Encyclopédie des vins et alcools de tous les pays, Éd. Robert Laffont-Bouquins, Paris, 1984, Les millésimes de la vallée du Rhône & Les grands millésimes de la vallée du Rhône |                    |                    |                    |                    |                    |                    |                    |                    |             |                    |

Soit sur 90 ans, 24 années exceptionnelles, 26 grandes années, 16 bonnes années, 22 années moyennes et 2 années médiocres.